# تپه قزل تپه
تپه قزل تپه مربوط به دوره اشکانیان - دوره ساسانیان است و در شهرستان همدان، بخش شراء، دهستان چاه دشت، روستای میلاجرد واقع شده و این اثر در تاریخ ۱۸ اسفند ۱۳۸۷ با شمارهٔ ثبت ۲۵۱۳۰ به‌عنوان یکی از آثار ملی ایران به ثبت رسیده است.